# Aimery VI de Thouars
Aimery VI de Thouars est le 15e vicomte de Thouars, fils d'Herbert II et d'Agnès et mort en 1139.
Succédant à son cousin Aimery V en 1127, il s'engage dans une guerre contre Geoffroy Plantagenêt, comte d'Anjou, mais celle-ci tourne mal, et Geoffroy s'empare de Thouars en 1129, et fait raser le donjon du château. Aimery meurt en 1139 et est enterré à l'Abbaye Saint-Jouin de Marnes.
Il épousa Mathilde d'Aquitaine, mais ils n'eurent qu'une fille, Marguerite, qui épousera Berlay IV, seigneur de Montreuil.
En 1139, sur le point de disparaître sans fils, Aimery n'eut d'autre choix que de désigner comme successeur son plus proche parent, qui était aussi le fils de son ancien rival. Il adopte donc Guillaume Ier, fils de son cousin Aimery V (de qui il avait hérité), pour en faire son héritier.